# Санту-Антіне (нураг)
40°29′11″ пн. ш. 8°46′11″ сх. д. / 40.4865° пн. ш. 8.7698° сх. д.
Санту-Антіне, також відомий як "Sa domo de su re" ("дім короля" сардинською мовою) — нураг (древня мегалітична споруда, побудована нурагічною цивілізацією) в Торральбі, один із найбільших на Сардинії. Він розташований у центрі рівнини Кабу-Аббас. Основну споруду було побудовано приблизно в 19—18 століттях до нашої ери, а інші частини нурагу датуються 17—15 століттями до нашої ери. Головна вежа досягала висоти 23-24 метри і містить три толоси один на одному. Центральна вежа діаметром 15 метрів має висоту 17 метрів. Санту-Антіне зроблено з величезних базальтових блоків. Він має три поверхи. Верхній поверх зруйнувався. Довжина коридорів складає приблизно 27 метрів, побудованих із використанням техніки хибної арки. Нураг забезпечено трьома колодязями.
Біля нурага знаходяться залишки нурагічного села.
Нураг також кілька разів вивчався з археоастрономічної точки зору, і ці дослідження показали, як його структура пов'язана з сонцестоянням. Ці твердження були підтримані археологом Ерколе Конту та археоастрономами Мауро Пеппіно Зеддою, Хуаном Антоніо Бельмонте та Майклом Госкіном. Зокрема, М. Госкін, історик науки і заслужений професор коледжу Черчилля в Кембриджі, назвав Санту-Антіне "найвишуканішою пам'яткою сухою кладкою на поверхні землі".

## Галерея

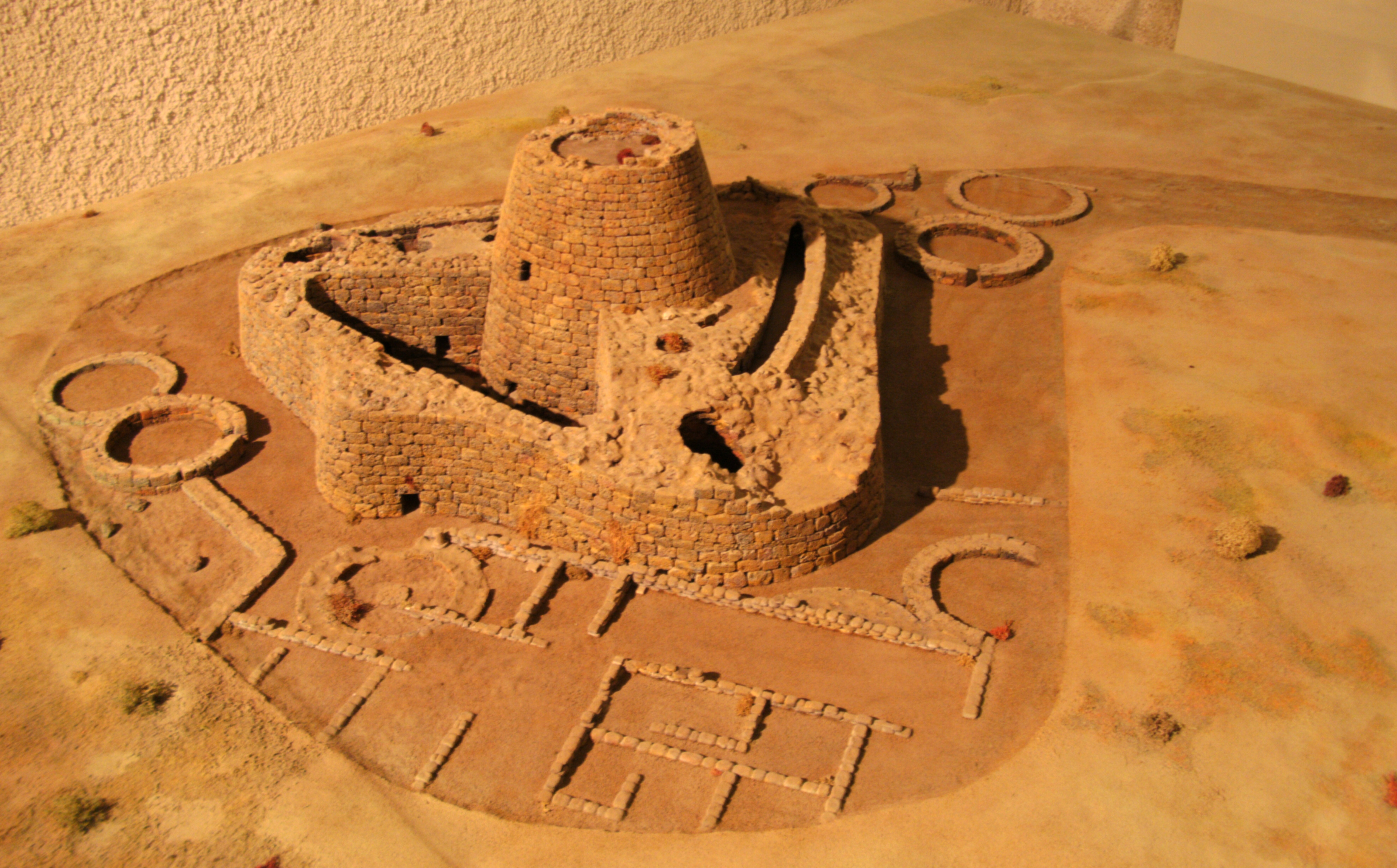
Модель Санту-Антіне
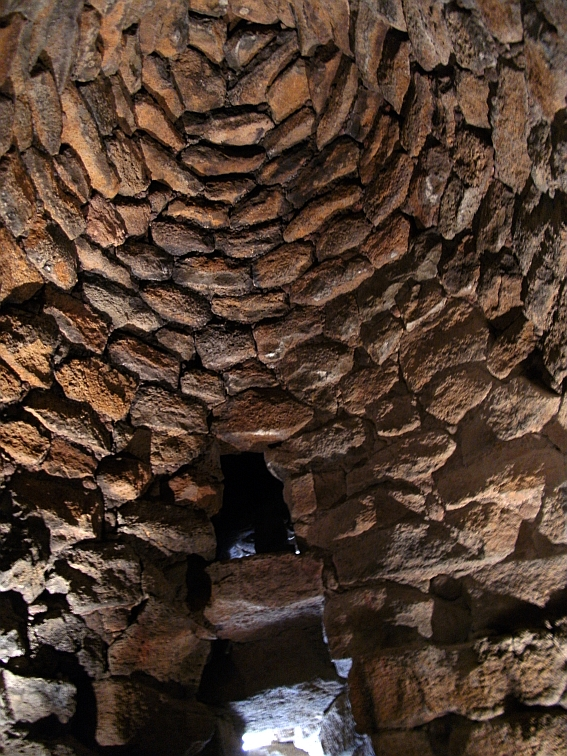
Дах
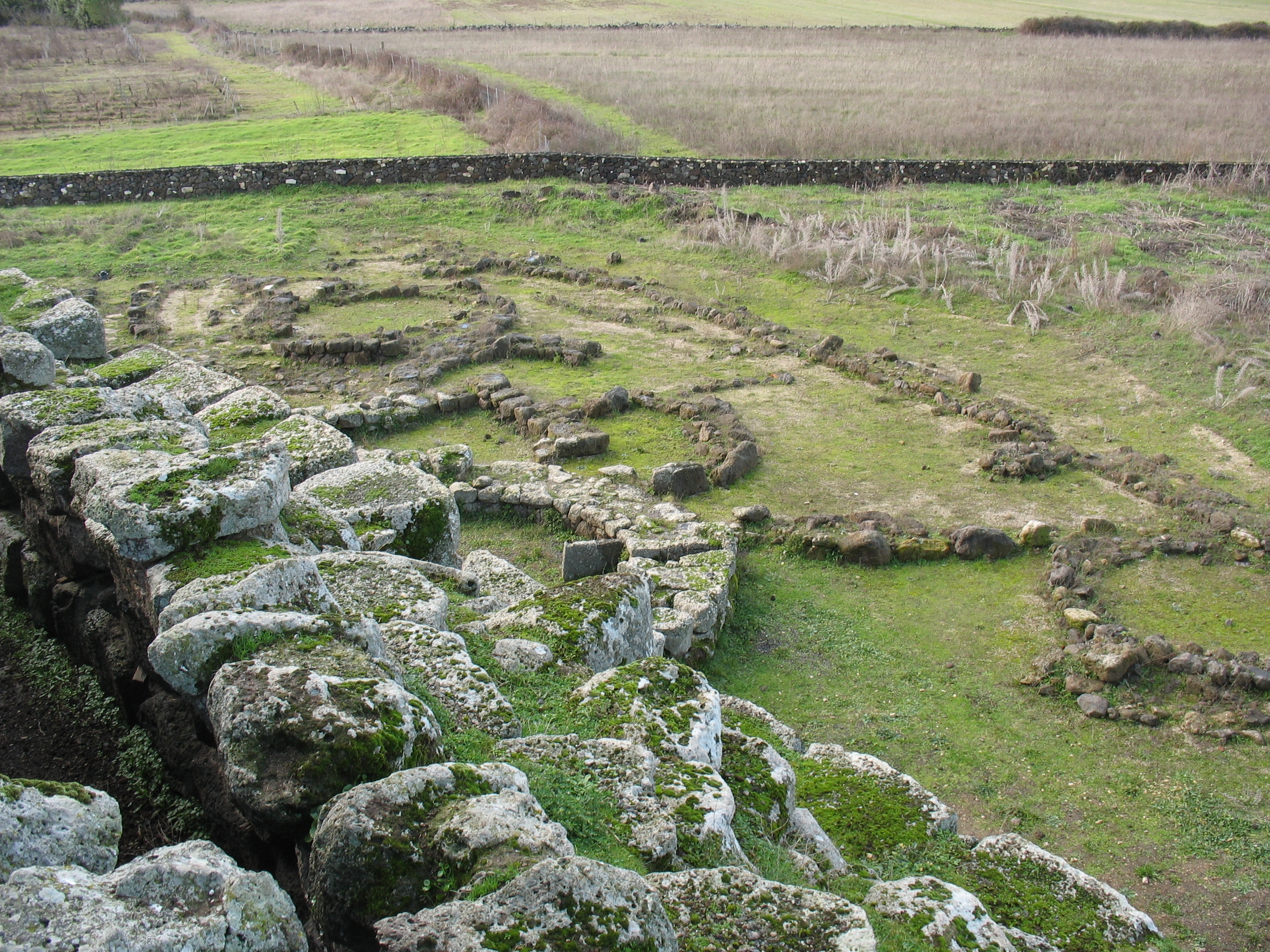
Вид згори на частину нурага
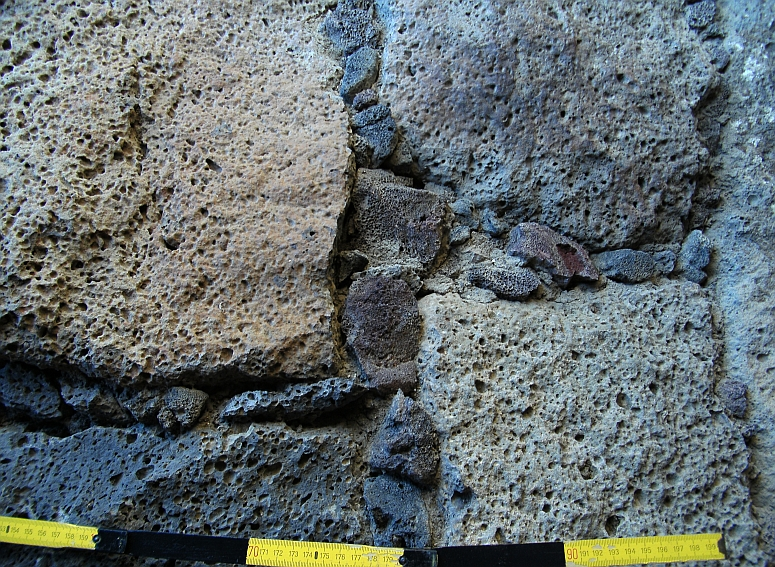
Стіна
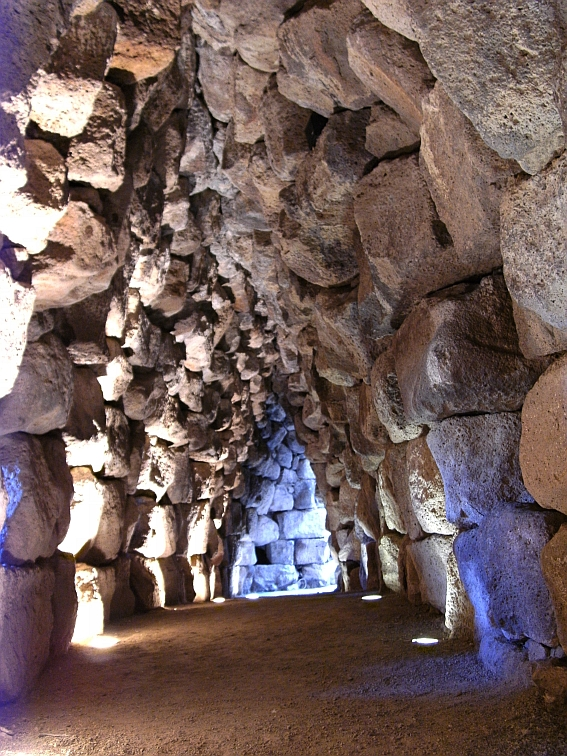
Коридор
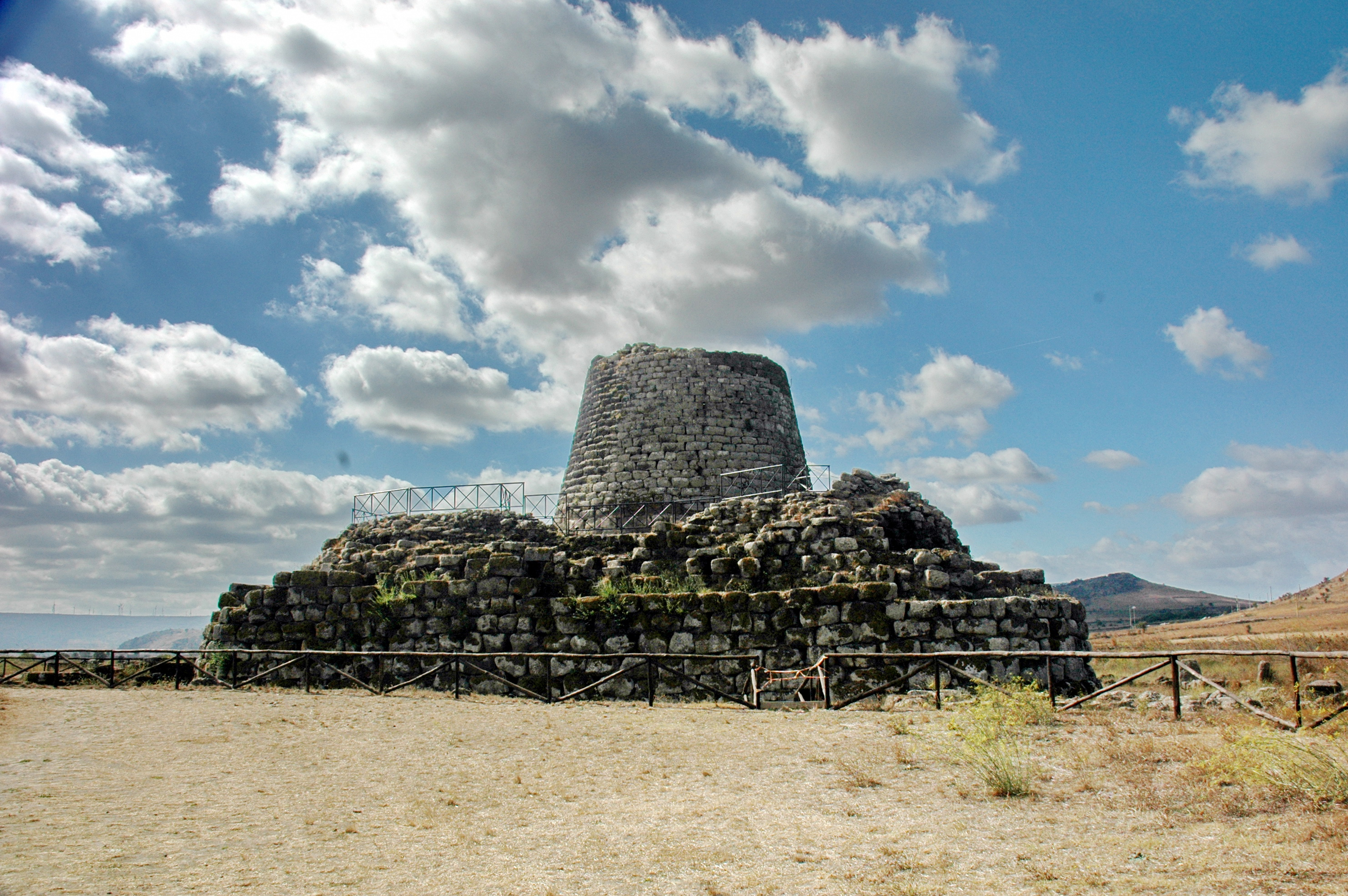
Вигляд нурагу
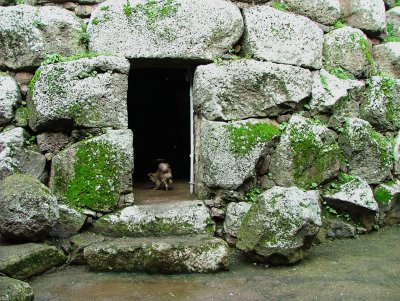
Вхід
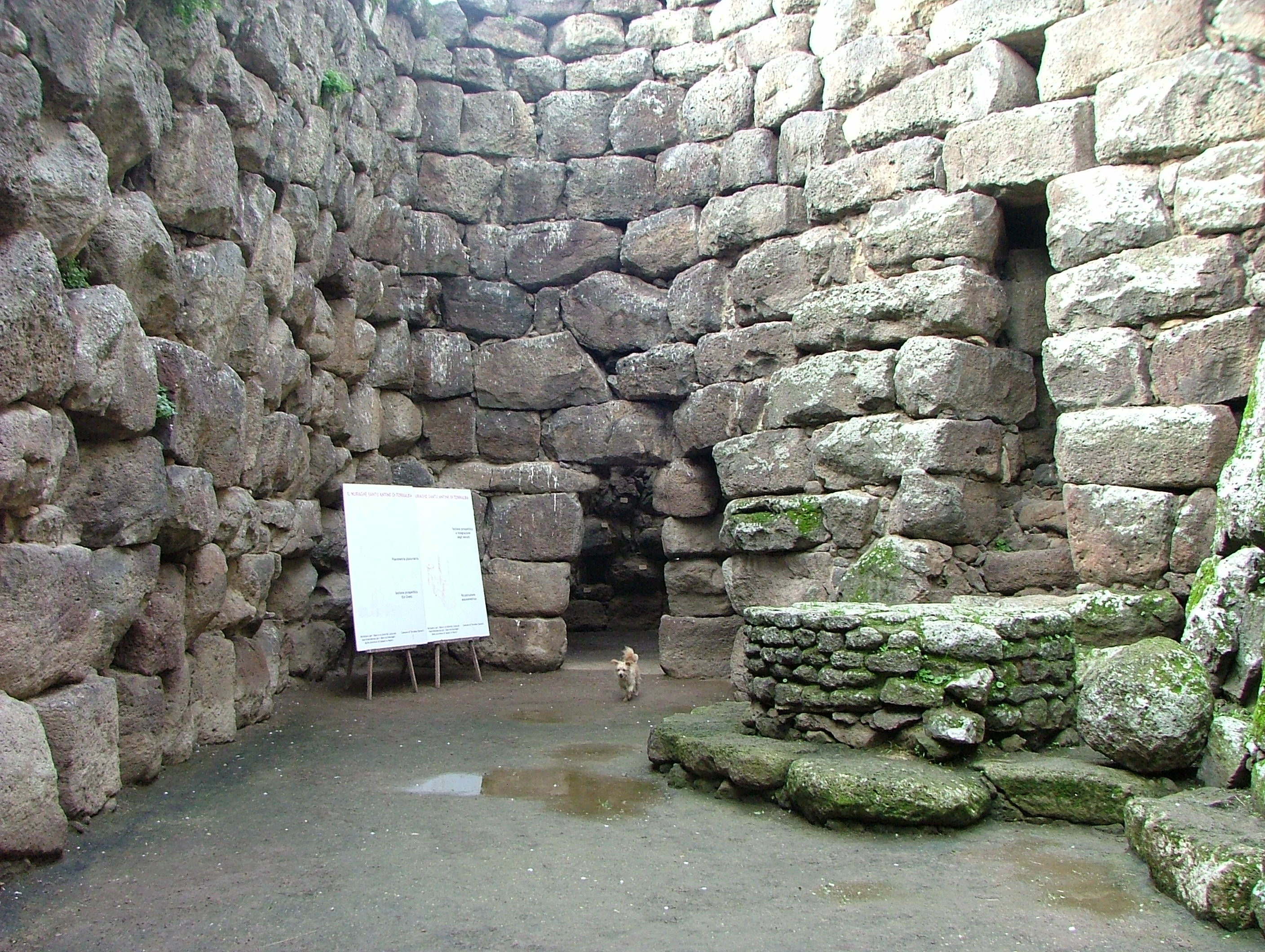
Двір всередині